# Monforte
Monforte é uma vila portuguesa no distrito de Portalegre, região Alentejo e sub-região do Alto Alentejo.
É sede do município de Monforte com 420,25 km² de área e 3 002 habitantes (2023), subdividido em 4 freguesias. O município é limitado a oeste e norte pelos municípios do Crato e de Portalegre, a leste por Arronches e por Elvas, a sudoeste por Borba e por Estremoz, a oeste por Fronteira e a noroeste por Alter do Chão.

## História
A ocupação humana deste território começou no período neolítico, com pequenas comunidades agro-pastoris. A civilização romana teve uma influência importante nestas terras deixando um rico legado patrimonial. Durante a Idade Média existiam no território do actual concelho dois núcleos populacionais distintos, a Vila de Monforte e a Vila de Assumar.
A primeira Carta de Foral foi outorgada em 1257, por D.Afonso III, à Vila de Monforte. Ser-lhe-ia dada nova Carta de Foral no dia 1 de Julho de 1512, por D. Manuel I.
Em 1281 D. Dinis ofereceu a vila de Monforte à sua filha D. Isabel como dote aquando do seu casamento.

## Freguesias

Freguesias do município de Monforte.

O município de Monforte está dividido em 4 freguesias:
- Assumar
- Monforte
- Santo Aleixo
- Vaiamonte

## Clima
Possui um clima marcadamente mediterrânico, caracterizado por uma estação seca bem acentuada no Verão. A precipitação ronda os 500 mm entre os meses de Outubro e Março e os 170 mm no semestre mais seco. 

## Economia
No município predominam as actividades ligadas ao sector primário, ou seja, a agricultura e a criação de gado, seguidas das do sector secundário, representada pelas indústrias de exploração do granito. O sector terciário não possui grande importância económica.
No que se refere à agricultura, destacam-se os cultivos de cereais para grão, os prados temporários e culturas forrageiras, as culturas industriais, o pousio, o olival, os prados e pastagens permanentes. A pecuária tem também alguma importância, nomeadamente na criação de suínos, ovinos e bovinos.
Cerca de 164 hectares do seu território são cobertos de floresta.

## Património
- Castelo de Monforte
- Villa Lusitano-Romana de Torre de Palma
- Igreja da Madalena
- Igreja de Nossa Senhora da Conceição
- Igreja Paroquial de Santo António (freguesia de Vaiamonte)
- Ponte romana sobre a Ribeira de Monforte

## Educação
- Jardim de Infância de Monforte
- Escola Básica Integrada 1º2º3º de Monforte

## Colectividades
- Sociedade Filarmónica Monfortense, incluindo:
  - "Seara Jovem", grupo de música popular portuguesa
  - "Orquestra Ligeira Novas Melodias"
  - "Pensennisso", grupo de teatro amador infantil e sénior

- Associação de Jovens AGITAGENTE

## Personalidades ilustres
- António Sardinha, filósofo político
- Isabel de Lencastre, duquesa de Bragança
- João Moura, cavaleiro tauromáquico
- José Carlos Malato, locutor e apresentador de televisão
- Maria Caetano,  cavaleira de dressage
- Sebastião Monteiro da Vide, Arcebispo da Bahia e Primaz do Brasil

## Evolução da População do Município
Os Recenseamentos Gerais da população portuguesa, regendo-se pelas orientações internacionais da época (Congresso Internacional de Estatística de Bruxelas de 1853), tiveram lugar a partir de 1864.
De acordo com os dados do INE o distrito de Portalegre registou em 2021 um decréscimo populacional na ordem dos 11,5% relativamente aos resultados do censo de 2011. No concelho de Monforte esse decréscimo rondou os 10.1%.
| Número de habitantes★                   | Número de habitantes★ | Número de habitantes★ | Número de habitantes★ | Número de habitantes★ | Número de habitantes★ | Número de habitantes★ | Número de habitantes★ | Número de habitantes★ | Número de habitantes★ | Número de habitantes★ | Número de habitantes★ | Número de habitantes★ | Número de habitantes★ | Número de habitantes★ | Número de habitantes★ |
| --------------------------------------- | --------------------- | --------------------- | --------------------- | --------------------- | --------------------- | --------------------- | --------------------- | --------------------- | --------------------- | --------------------- | --------------------- | --------------------- | --------------------- | --------------------- | --------------------- |
| 1864                                    | 1878                  | 1890                  | 1900                  | 1911                  | 1920                  | 1930                  | 1940                  | 1950                  | 1960                  | 1970                  | 1981                  | 1991                  | 2001                  | 2011                  | 2021                  |
| 3800                                    | 4221                  | 4516                  | 5335                  | 6098                  | 6238                  | 6835                  | 8087                  | 8295                  | 7245                  | 4720                  | 4281                  | 3759                  | 3393                  | 3329                  | 2992                  |
| Número de habitantes por Grupo Etário★★ |                       |                       |                       |                       |                       |                       |                       |                       |                       |                       |                       |                       |                       |                       |                       |
|                                         |                       |                       | 1900                  | 1911                  | 1920                  | 1930                  | 1940                  | 1950                  | 1960                  | 1970                  | 1981                  | 1991                  | 2001                  | 2011                  | 2021                  |
| 0-14 Anos                               | 0-14 Anos             | 0-14 Anos             | 1 668                 | 2 039                 | 2 053                 | 2 197                 | 2 406                 | 2 264                 | 1 704                 | 1 045                 | 815                   | 587                   | 434                   | 489                   | 414                   |
| 15-24 Anos                              | 15-24 Anos            | 15-24 Anos            | 1 097                 | 1 094                 | 1 046                 | 1 379                 | 1 359                 | 1 503                 | 1 219                 | 660                   | 640                   | 498                   | 436                   | 325                   | 324                   |
| 25-64 Anos                              | 25-64 Anos            | 25-64 Anos            | 2 360                 | 2 616                 | 2 441                 | 2 961                 | 3 465                 | 3 754                 | 3 728                 | 2 390                 | 1 997                 | 1 768                 | 1 575                 | 1 560                 | 1 393                 |
| = ou > 65 Anos                          | = ou > 65 Anos        | = ou > 65 Anos        | 203                   | 215                   | 262                   | 348                   | 499                   | 576                   | 594                   | 625                   | 829                   | 906                   | 948                   | 955                   | 861                   |

★ Número de habitantes "residentes", ou seja, que tinham a residência oficial neste município à data em que os censos  se realizaram.
★★ De 1900 a 1950 os dados referem-se à população "de facto", ou seja, que estava presente no município à data em que os censos se realizaram. Daí que se registem algumas diferenças relativamente à designada população residente

## Política

### Eleições autárquicas[8]
| Data | %     | V     | %            | V            | %      | V      | %              | V   | %              | V       | %              | V   | %              | V    | %              | V   | %              | V       | %   | V   | %  | V  | Participação |                |
| Data | PS    | PS    | FEPU/APU/CDU | FEPU/APU/CDU | CDS-PP | CDS-PP | AD             | AD  | PPD/PSD        | PPD/PSD | PPM            | PPM | ASDI           | ASDI | PRD            | PRD | PSD-CDS        | PSD-CDS | MPT | MPT | CH | CH | Participação |                |
| ---- | ----- | ----- | ------------ | ------------ | ------ | ------ | -------------- | --- | -------------- | ------- | -------------- | --- | -------------- | ---- | -------------- | --- | -------------- | ------- | --- | --- | -- | -- | ------------ | -------------- |
| Data | 1976  | 38,50 | 2            | 30,66        | 2      | 25,71  | 1              |     |                |         |                |     |                |      |                |     |                |         |     |     |    |    |              | 72,03 / 100,00 |
| 1979 | 57,11 | 3     | 16,16        | 1            | AD     | AD     | 23,77          | 1   | AD             | AD      | AD             | AD  | 83,82 / 100,00 |      |                |     |                |         |     |     |    |    |              |                |
| 1982 | 48,27 | 3     | 15,65        | 1            | AD     | AD     | 30,88          | 1   | AD             | AD      | AD             | AD  | 1,09           | -    | 78,60 / 100,00 |     |                |         |     |     |    |    |              |                |
| 1985 | 47,83 | 3     | 18,70        | 1            |        |        |                |     |                |         |                |     |                |      | 29,53          | 1   | 74,90 / 100,00 |         |     |     |    |    |              |                |
| 1989 | 44,07 | 3     | 37,73        | 3            | 14,32  | -      |                |     | 71,54 / 100,00 |         |                |     |                |      |                |     |                |         |     |     |    |    |              |                |
| 1993 | 41,64 | 2     | 33,29        | 2            | 20,59  | 1      | 73,29 / 100,00 |     |                |         |                |     |                |      |                |     |                |         |     |     |    |    |              |                |
| 1997 | 30,44 | 2     | 48,54        | 3            | 7,82   | -      | 9,34           | -   | 74,05 / 100,00 |         |                |     |                |      |                |     |                |         |     |     |    |    |              |                |
| 2001 | 41,54 | 2     | 41,97        | 2            | PSD    | PSD    | CDS            | CDS | 14,15          | 1       | 77,16 / 100,00 |     |                |      |                |     |                |         |     |     |    |    |              |                |
| 2005 | 43,50 | 2     | 45,61        | 3            |        |        | 7,87           | -   |                |         | 78,99 / 100,00 |     |                |      |                |     |                |         |     |     |    |    |              |                |
| 2009 | 47,03 | 3     | 35,60        | 2            | 14,77  | -      | 75,93 / 100,00 |     |                |         |                |     |                |      |                |     |                |         |     |     |    |    |              |                |
| 2013 | 40,31 | 2     | 46,85        | 3            | PSD    | PSD    | CDS            | CDS | 8,91           | -       | 72,11 / 100,00 |     |                |      |                |     |                |         |     |     |    |    |              |                |
| 2017 | 26,70 | 1     | 61,50        | 4            | 1,37   | -      | 7,22           | -   | CDS            | CDS     |                |     | CDS            | CDS  | 73,09 / 100,00 |     |                |         |     |     |    |    |              |                |
| 2021 | 22,41 | 1     | 62,37        | 4            |        |        | 5,24           | -   |                |         |                |     | 7,13           | -    | 70,16 / 100,00 |     |                |         |     |     |    |    |              |                |

### Eleições legislativas
| Data | %     | %     | %     | %     | %     | %        | %     | %     | %     | %     | %    | %   | %       | % | %  | %  |
| Data | PCP   | PS    | CDS   | PSD   | UDP   | APU/ CDU | AD    | FRS   | PRD   | PSN   | B.E. | PAN | PSD CDS | L | CH | IL |
| ---- | ----- | ----- | ----- | ----- | ----- | -------- | ----- | ----- | ----- | ----- | ---- | --- | ------- | - | -- | -- |
| 1976 | 30,22 | 29,54 | 18,18 | 7,68  | 1,14  |          |       |       |       |       |      |     |         |   |    |    |
| 1979 | APU   | 21,06 | AD    | AD    | 1,84  | 35,30    | 32,92 |       |       |       |      |     |         |   |    |    |
| 1980 | APU   | FRS   | AD    | AD    | 0,67  | 29,98    | 35,59 | 27,47 |       |       |      |     |         |   |    |    |
| 1983 | APU   | 31,86 | 10,29 | 19,40 | 0,66  | 31,42    |       |       |       |       |      |     |         |   |    |    |
| 1985 | APU   | 17,17 | 6,87  | 17,09 | 1,11  | 28,32    | 22,48 |       |       |       |      |     |         |   |    |    |
| 1987 | CDU   | 19,03 | 4,96  | 32,23 | 1,18  | 21,60    | 11,68 |       |       |       |      |     |         |   |    |    |
| 1991 | CDU   | 30,81 | 4,78  | 35,95 |       | 15,83    | 1,98  | 2,17  |       |       |      |     |         |   |    |    |
| 1995 | CDU   | 52,28 | 7,55  | 17,10 | 0,90  | 15,24    |       | 0,63  |       |       |      |     |         |   |    |    |
| 1999 | CDU   | 55,15 | 6,73  | 15,33 |       | 17,50    | 0,10  | 1,04  |       |       |      |     |         |   |    |    |
| 2002 | CDU   | 46,21 | 7,74  | 22,59 | 17,39 |          | 2,08  |       |       |       |      |     |         |   |    |    |
| 2005 | CDU   | 58,93 | 3,77  | 15,38 | 13,49 | 3,92     |       |       |       |       |      |     |         |   |    |    |
| 2009 | CDU   | 37,73 | 9,67  | 18,92 | 16,89 | 10,91    |       |       |       |       |      |     |         |   |    |    |
| 2011 | CDU   | 35,03 | 13,91 | 26,79 | 14,94 | 3,03     | 0,23  |       |       |       |      |     |         |   |    |    |
| 2015 | CDU   | 46,04 | PSD   | CDS   | 15,67 | 7,44     | 0,30  | 24,74 | 0,24  |       |      |     |         |   |    |    |
| 2019 | CDU   | 43,13 | 5,45  | 17,07 | 15,58 | 7,01     | 1,13  |       | 0,35  | 4,60  | 0,42 |     |         |   |    |    |
| 2022 | CDU   | 42,97 | 1,13  | 21,03 | 9,77  | 1,20     | 0,56  | 0,49  | 18,07 | 1,27  |      |     |         |   |    |    |
| 2024 | CDU   | 34,05 | AD    | AD    | 7,93  | 19,89    | 2,44  | 0,37  | 1,28  | 28,92 | 1,28 |     |         |   |    |    |